# Jean-Louis Thys
Jean-Louis Thys (Anderlecht, 28 november 1939 - Jette, 18 november 1999) was een Belgisch politicus voor de PSC. Hij was burgemeester, volksvertegenwoordiger en minister.

## Levensloop
Thys werd in 1963 gemeentesecretaris van Ganshoren. Ook was hij parlementair medewerker van François Persoons.
Van 1970 tot 1973 was hij jongerenvoorzitter van de PSC en in 1983 werd hij politiek secretaris van de partij. In 1976 werd Thys voor de PSC verkozen tot gemeenteraadslid van Jette en was er van 1977 tot 1999 burgemeester. Van 1978 tot 1991 was hij tevens lid van de Kamer van volksvertegenwoordigers voor het arrondissement Brussel. Hij werd hierdoor ook lid van de Cultuurraad voor de Franse Cultuurgemeenschap en diens opvolger, de Raad van de Franse Gemeenschap. Van 1989 tot 1995 was hij ook lid van het Brussels Hoofdstedelijk Parlement. 
Van 1985 tot 1989 was hij bovendien staatssecretaris voor het Brussels Gewest in de Regeringen-Martens VI, -VII en -VIII. Daarna was hij van 1989 tot 1994 minister van Openbare Werken, Communicatie en Renovatie van Verlaten Economische Sites in de Brusselse Hoofdstedelijke Regering.
In 1994 begon er een gerechtelijk onderzoek naar illegale partijfinanciering van de PSC. Er werden huiszoekingen uitgevoerd op het kabinet van Thys en bij verschillende bedrijven in een onderzoek naar corruptie en schriftvervalsing. Dit leidde ertoe dat Thys in maart 1994 ontslag moest nemen als minister. In maart 1997 hief het Brussels Hoofdstedelijk Parlement zijn parlementaire onschendbaarheid op en werd het onderzoek doorverwezen naar het Hof van Cassatie. De resultaten van het onderzoek werden in december 2002 overgemaakt aan het parket, dat in 2006 klaar was met zijn eindvordering. De feiten bleek echter verjaard sinds maart 2004, waardoor de zes beklaagden in de zaak in september 2008 door de Brusselse raadkamer buiten vervolging werden gesteld.
In 1999 overleed Thys kort voor zijn 60ste verjaardag aan kanker.

## Eerbetoon
- Er is een Burgemeester Jean-Louis Thysplein in Jette.
- Er is een Jean-Louis Thysbuilding in Jette.
- Er is een school voor sociale promotie Jean-Louis Thys in Jette.
- In de Tuinen van Jette werd een borstbeeld van Jean-Louis Thys geplaatst.